# Maserati Sebring
Maserati Sebring es un automóvil cupé fabricado por Maserati desde 1962 hasta 1968. Basado en el Maserati 3500, el Sebring fue pensado para el mercado norteamericano y apodado en honor a la victoria de Maserati en las 12 Horas de Sebring de 1957.

## Serie I

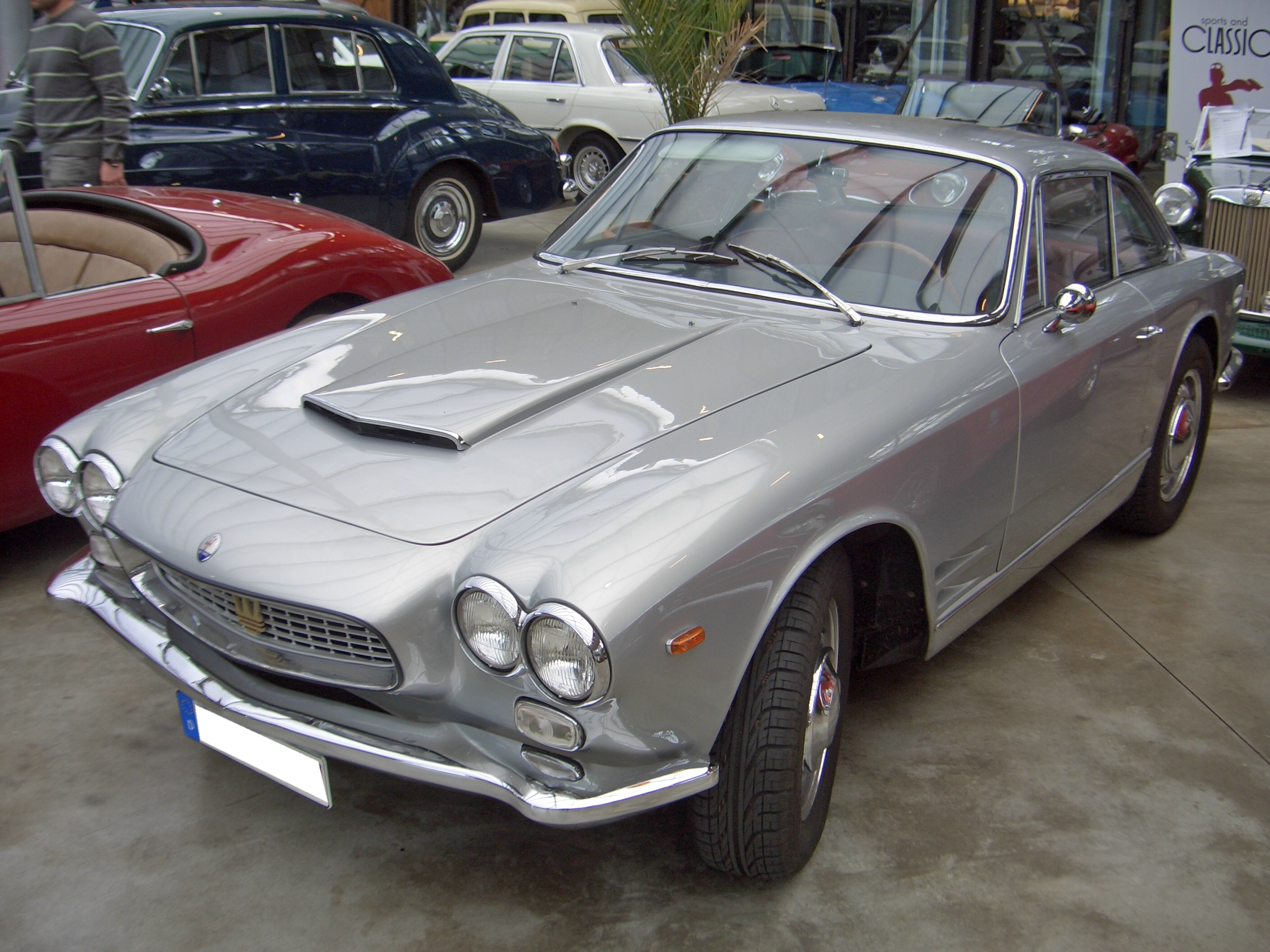
Maserati 3500 GT de 1963.

Los vehículos de la Serie I (Tipo AM 101 / S) fueron exhibidos en el Salón Internacional del Automóvil de 1962 y en el Salone dell'Automobile di Torino en 1963.
El Maserati Sebring alcanza los 220 km/h y aceleran hasta 96 km/h en 8,5 segundos. Era la primera vez que se incorporaba la transmisión automática de Borg-Warner en los automóviles italianos.
Un total de 348 unidades de la Serie I se construyeron entre 1962 y 1965. El motor fue actualizado en 1963, elevando su potencia hasta los 173 kW. El motor de 3700 cc apareció por primera vez en 1964, aunque sólo un puñado de vehículos de la Serie I fueron equipados de esta manera.

## Serie II

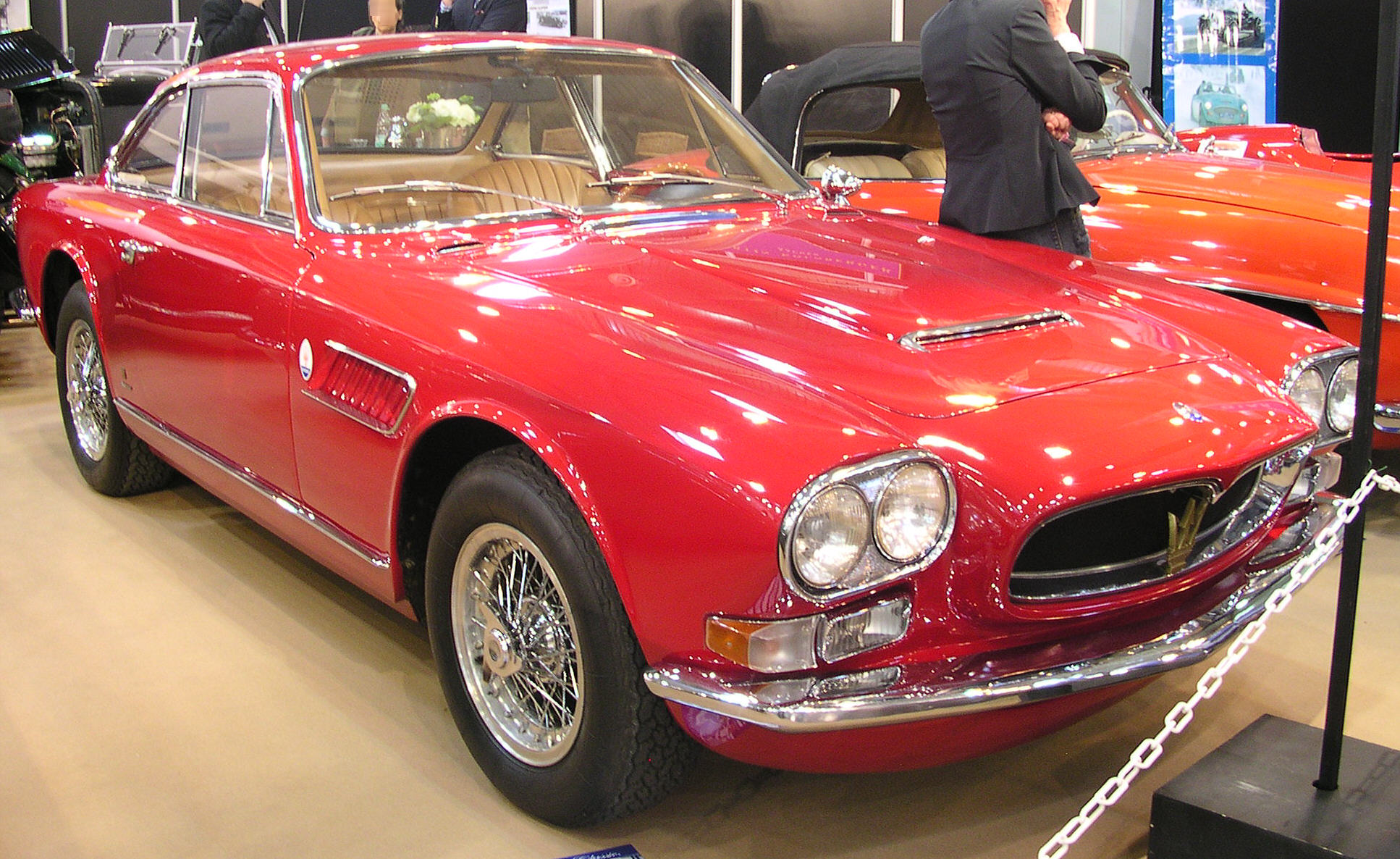
Maserati Sebring de Serie II.

En 1965, se introdujo la Serie II. Los cambios incluyeron el rediseño de los faros, la modernización de los parachoques, nuevas luces de giro en el frente, y las nuevas rejillas laterales, que sustituyeron a los orificios de ventilación de extracción más bajos. Se tomaron algunos rasgos de diseño de menor importancia del Quattroporte contemporáneo.
En la parte trasera, a un lado del cuadrado de los parachoques, las luces traseras se montaron horizontalmente, en lugar de verticalmente, y la abertura de tapa del maletero se redujo un poco. La Serie II utilizó neumáticos Pirelli 205x15. Una serie de 243 unidades se fabricó entre 1964 y 1968.
El Maserati Sebring tiene un motor de 4.012 cc de 255 CV (188 kW) a 5.200 rpm. Se mantuvo en producción hasta 1968; luego, las limitaciones financieras obligaron a Maserati a discontinuar sus modelos más antiguos. No hubo grandes cambios en los últimos tres años de producción, a excepción de un ligero aumento de potencia para el 4000, ahora los 265 CV (195 kW).